# Fiat 512
Fiat 512 är en personbil, tillverkad av den italienska biltillverkaren Fiat mellan 1926 och 1928.
512 var en vidareutveckling av företrädaren Fiat 510, med modifieringar av fjädring och bromsar.
Tillverkningen uppgick till 2 600 exemplar.